# نیروی هوایی بنگلادش
نیروی هوایی بنگلادش (بنگالی: বাংলাদেশ বিমান বাহিনী) نیروی هوایی کشور بنگلادش است، که در سال ۱۹۷۱ تأسیس شد. نیروی هوایی بنگلادش (BAF)، شاخه نبردهای هوایی نیروهای مسلح بنگلادش است. این نیرو عمدتاً مسئولیت دفاع هوایی از قلمرو حاکمیتی بنگلادش و همچنین ارائه پشتیبانی هوایی به نیروی زمینی بنگلادش و نیروی دریایی بنگلادش را بر عهده دارد. علاوه بر این، BAF نقش منطقه‌ای در تأمین قابلیت‌های حمل و نقل هوایی تاکتیکی و استراتژیک و لجستیک برای کشور ایفا می‌کند.
نیروی هوایی بنگلادش از زمان تأسیس خود در ۲۸ سپتامبر ۱۹۷۱، در عملیات‌های مختلف رزمی و بشردوستانه شرکت داشته است؛ از جنگ آزادی‌بخش بنگلادش که در آن متولد شد، تا حمایت از تلاش‌های بین‌المللی از جمله عملیات حفظ صلح سازمان ملل متحد. عملیات پرواز کیلو یک عملیات مشهور بود که توسط نیروی هوایی بنگلادش در طول جنگ آزادی‌بخش بنگلادش انجام شد.

## تاریخچه

### تأسیس و شکل‌گیری نیروی هوایی بنگلادش
نیروی هوایی بنگلادش (BAF) به‌طور رسمی در تاریخ ۲۸ سپتامبر ۱۹۷۱، در طول جنگ آزادی‌بخش بنگلادش، تأسیس شد. این نیرو از افسران و پرسنل هوایی بنگالی شورشی تشکیل شده بود که از نیروی هوایی پاکستان در فرودگاه دیماپور در ایالت ناگالند هند جدا شده بودند. این نیرو به‌طور رسمی با پرواز سه هواپیمای قدیمی تعمیر شده در ۸ اکتبر ۱۹۷۱ آغاز به کار کرد. پرسنل اولیه BAF حدود ۱۰۰۰ نفر از اعضای بنگالی نیروی هوایی پاکستان بودند که در زمان شروع جنگ در پاکستان شرقی مستقر بودند و به سمت بنگلادش پناهنده شده بودند. در آن زمان، جنین BAF با کمتر از صد افسر و حدود ۹۰۰ پرسنل هوایی شکل گرفت. این تعداد به تدریج با فرار آهسته اما پیوسته از میان حدود ۳۰۰۰ افسر و پرسنل هوایی بنگالی که در پاکستان غربی مستقر و زمین‌گیر شده بودند، تقویت شد. تا هفته اول دسامبر، در مجموع ۷۰۰ افسر و پرسنل هوایی بنگالی از مرز غربی فرار کرده بودند. تعداد قابل توجهی از پرسنل BAF در نقش‌های جنگ زمینی در این درگیری شرکت داشتند. در طول جنگ، در ابتدا، افسران BAF وابسته به دولت وقت بنگلادش شامل سرلشکر م. حمیدالله خان (نماینده ارشد در اردوگاه آموزش چریکی چاکولیا)، سرهنگ گروه ا.ک. خندقار (DCOS ارتش (رابط) و بعدها فرمانده زیربخش و فرمانده بخش ۱۱)، ستوان پرواز لیاقت (دستیار گردان)، افسر پرواز روف، افسر پرواز اشرف و سرگروهبان شفیق‌الله (به عنوان فرماندهان گروهان) بودند. سرلشکر صدرالدین حسین، سرلشکر وحیدالرحیم، سرلشکر نورالقادر، سرلشکر شمس‌الرحمن و سرلشکر عطاءالرحمن به عنوان فرماندهان گروهان زیربخش حضور داشتند. سرلشکر خادم البشار نیز به عنوان فرمانده بخش ۶ در جنگ شرکت کرد.
مقامات غیرنظامی هند و نیروی هوایی هند (IAF) یک فروند هواپیمای داگلاس دی‌سی-۳ داکوتا (اهدایی توسط مهاراجه جادپور)، یک فروند هواپیمای Twin Otter، و یک فروند هلیکوپتر Alouette III را برای نیروی هوایی نوزاد بنگلادش اهدا کردند. پرسنل بنگالی، باند فرودگاه دیمپور، که مربوط به دوران جنگ جهانی دوم بود، را تعمیر کردند و سپس شروع به تجهیز هواپیماها برای مأموریت‌های رزمی کردند. داکوتا برای حمل بمب‌های ۵۰۰ پوندی اصلاح شد، اما به دلایل فنی، تنها برای جابجایی پرسنل دولت بنگلادش استفاده شد. هلیکوپتر Alouette III برای شلیک ۱۴ راکت از پایلون‌های متصل به کناره‌های آن و مجهز به مسلسل‌های براونینگ کالیبر ۳۰۳. (۰٫۳۰۳ Browning machine guns) و همچنین صفحات فولادی ۲۵ میلی‌متری (۱ اینچ) جوش داده شده به کف آن برای محافظت بیشتر، آماده شد. هواپیمای Twin Otter دارای ۷ راکت زیر هر بال خود بود و می‌توانست ده بمب ۲۵ پوندی را که به صورت دستی از طریق یک درب موقت از هواپیما خارج می‌شدند، پرتاب کند. این نیروی کوچک "Kilo Flight" نامیده شد، که اولین آرایش رزمی نیروی هوایی نوپای بنگلادش بود. سرلشکر سلطان محمود به عنوان فرمانده "Kilo Flight" منصوب شد.

### اولین عملیات و بازسازی پس از جنگ
نیروی هوایی بنگلادش برای اولین بار در ۳ دسامبر ۱۹۷۱، در آغاز جنگ سوم هند و پاکستان در سال ۱۹۷۱، وارد عمل شد و به انبار تانک‌های نفت در چاتگرام حمله کرد و آن را به‌طور کامل منهدم ساخت. این حمله هوایی توسط ناخدا اکرم احمد انجام شد. دومین حمله نیروی هوایی بنگلادش در ۶ دسامبر ۱۹۷۱ به پادگان ارتش پاکستان در مولوی‌بازار تحت فرماندهی سرلشکر سلطان محمود صورت گرفت که ناخدا شهاب‌الدین احمد کمک‌خلبان بود.
پس از تسلیم پاکستان، تمامی پرسنل به فرمانده کل نیروهای بنگلادش، سرهنگ م.ا.گ. عثمانی، گزارش دادند. در ۷ آوریل ۱۹۷۲، پست رئیس ستاد نیروی هوایی با دستور رئیس‌جمهور بنگلادش به اجرا درآمد. فرماندهی مشترک نیروهای بنگلادش از ۷ آوریل ۱۹۷۲ منحل شد و توسط سه فرماندهی جداگانه برای سه نیروی مسلح با رؤسای ستاد موقت جایگزین شد. نیروی هوایی بنگلادش به تدریج شروع به بازپس‌گیری و بازسازی تمام ساختارهای پایگاه هوایی در سراسر کشور، ساختمان‌های اداری ستاد مرکزی، انبارهای سوخت و تسلیحات کرد.